# Попов, Дмитрий Иванович (футболист)
Дми́трий Ива́нович Попо́в (род. 15 марта 1967, Рязань) — советский и российский футболист, полузащитник, футбольный судья.

## Биография

### Игровая карьера
Родился в 1967 году в Рязани. Заниматься футболом начинал там же, но позже перешёл в СДЮШОР «Трудовые резервы» (Московская область). Профессиональную карьеру начал в 1985 году в клубе Второй лиги СССР «Зоркий» и в свой дебютный сезон сыграл за команду 18 матчей и забил 2 гола. Пропустив один сезон, в 1987 году присоединился к ЦСКА-2, в составе которой провёл 21 матч, а в 1988 году вернулся в «Зоркий», где отыграл ещё два сезона. В 1990—1991 годах выступал за команды Второй низшей лиги СССР «Металлург» (Магнитогорск) и «Прометей» (Люберцы).
После распада СССР продолжил играть в низших лигах России. Выступал во Второй и Третьей лигах за клубы «Интеррос», «Россия» (Москва), «Гекрис», «Сибирь» (Курган) и «Космос» (Долгопрудный). Завершил игровую карьеру в 1998 году.

### Судейская карьера
В 1998 году, будучи действующим футболистом, стал судить матчи любительской лиги. С 2000 года начал судить матчи Второго дивизиона, поначалу в роли ассистента. 24 апреля 2001 года дебютировал во втором дивизионе в качестве главного арбитра, отсудив встречу между клубами «Космос» (Электросталь) и «Авангард» (Курск) (1:1), в котором показал единственное предупреждение. С 2003 года начал судить матчи Первого дивизиона. В 2006 году Попов провёл две игры в рамках 1/16 финала Кубка России. 2 июля он отсудил встречу первого круга «Динамо» (Киров) — «Томь» (0:4), а 20 сентября встречу второго круга между красноярским «Металлургом» и «Сатурном» (1:2).
Всего в течение судейской карьеры провёл 102 матча в первом дивизионе и 83 матча во втором дивизионе в качестве главного судьи. На игры Премьер-лиги не назначался. Завершил карьеру в 2012 году.

## Достижения
- Серебряный призёр 1-й зоны Второй лиги СССР: 1985
- Бронзовый призёр 2-й зоны Второй лиги России: 1992